# أندريه بك
أندريه بك (بالبولندية: Andrzej Bek)‏ مواليد 26 يونيو 1951 في وودج، هو دراج بولندي سابق. سبق أن شارك في دورة الألعاب الأولمبية الصيفية وفاز بميدالية أولمبية.

## الميداليات
| الميدالية | المسابقة                       |
| --------- | ------------------------------ |
| برونزية   | الألعاب الأولمبية الصيفية 1972 |

## روابط خارجية
- أندريه بك على موقع أرشيف الدراجات (الإنجليزية)
- أندريه بك على موقع CycleBase (الإنجليزية)
- أندريه بك على موقع اللجنة الأولمبية الدولية (الإنجليزية)
- أندريه بك على موقع أوليمبيديا (الإنجليزية)
- أندريه بك على موقع اللجنة الأولمبية البولندية (مؤرشف) (البولندية)
- أندريه بك  على موقع SportsReference  - سبورتس رفرنس